# Upplands runinskrifter 871
Upplands runinskrifter 871 är en runsten från Ölsta i Gryta socken och Enköpings kommun, Hagunda härad i Uppland. Den står nu på Skansen i Stockholm.
Stenen är 1,84 meter hög och har en största bredd på 1,3 meter.

## Stenen
Det är antaget att stenen stod på sin ursprungliga plats fram till 1896. Fram till dess stod den nära en väg mellan Ölsta och Säva. Denna väg var en del av Eriksgatan.
Stenen såldes 1896 till Skansens och Nordiska museets grundare Artur Hazelius, som lät flytta den till sitt 1891 nyanlagda friluftsmuseum på Djurgården. Enligt en tradition på orten lät jordägaren sälja stenen för 50 kronor. Försäljningen ska ha väckt förargelse bland ortsborna då man ansåg att stenen var hela byns egendom.
Ornamentiken går i Urnesstil Pr4, vilket ungefär daterar den till tidsperioden 1050-1080. Den är signerad av runristaren Åsmund Kåresson. Runinskriften lyder i översättning:

## Inskriften
Translitterering av runraden:
binrn ' auþulfr ' (k)unor ' hulmtis ' ---u ri-o stin þino ' iftiʀ ' ulf ' kinlauhaʀ buanta ' in osmuntr hiu
Normalisering till runsvenska:
Biorn, Auðulfʀ, Gunnarr, Holmdis [let]u re[tt]a stæin þenna æftiʀ Ulf, Ginnlaugaʀ boanda. En Asmundr hio.
Översättning till nusvenska:
Björn, Ödulv, Gunnar, Holmdis lät resa denna sten efter Ulv, Ginnlögs man. Och Åsmund högg.
År 1991 använde Runverket denna sten som ett experiment och lät måla den med en skyddsfärg mot väder och lavar. Man ville få fram hur länge färgen kunde sitta kvar och skydda runstenen och man tror att den kan skyddas i cirka femtio år.